# Proces reversibil
În termodinamică un proces reversibil este un proces termodinamic, care implică un sistem termodinamic și împrejurimile sale, proces a cărui direcție poate fi inversată prin modificări infinitezimale ale unor proprietăți, cum ar fi presiunea sau temperatura, fără ca în mediul înconjurător să se producă vreo schimbare.
De-a lungul unui întreg proces reversibil sistemul este în echilibru termodinamic, atât fizic cât și chimic, și „aproape” în echilibru de presiune și temperatură cu mediul înconjurător. Acest lucru previne apariția forțelor dezechilibrate și accelerarea limitelor (suprafețelor de control) sistemului în mișcare, situație care, la rândul său, evită frecarea și alte disipări.
Pentru a menține echilibrul, procesele reversibile trebuie să fie extrem de lente (cvasistatice). Procesul trebuie să aibă loc suficient de lent încât, după o mică modificare a unui parametru termodinamic, procesele fizice din sistem să aibă suficient timp pentru ca ceilalți parametri să se autoajusteze pentru a se potrivi cu noul parametru modificat. De exemplu, dacă un recipient cu apă a stat într-o cameră suficient de mult pentru a ajunge la temperatura constantă a aerului din jur, pentru ca o mică schimbare a temperaturii aerului să fie reversibilă, întregul sistem de aer, apă și recipient trebuie să aștepte mult. suficient pentru ca recipientul și aerul să se stabilească la o temperatură nouă, potrivită, înainte de a avea loc următoarea mică schimbare. În timp ce procesele din sistemele izolate nu sunt niciodată reversibile, procesele ciclice pot fi reversibile sau ireversibile. Procesele reversibile sunt ipotetice sau idealizate, dar esențiale pentru principiul al doilea al termodinamicii. Topirea sau înghețarea gheții în apă este un exemplu de proces realist care este aproape reversibil.
În plus, pentru ca un proces să fie considerat reversibil, sistemul trebuie să fie în echilibru (cvasistatic) cu mediul înconjurător în orice moment și nu trebuie să existe efecte disipative, cum ar fi frecarea.
Procesele reversibile sunt utile în termodinamică deoarece sunt atât de idealizate încât ecuațiile pentru căldură și lucru mecanic în tipul proceselor de destindere sau comprimare sunt simple. Aceasta permite analiza unor procese model, cum ar fi ciclul Carnot, care definesc de obicei randamentul/eficiența maximă atinsă în procesele reale corespunzătoare. Alte aplicații care exploatează acea entropie și energie internă sunt funcțiile de stare, a căror variație depinde doar de stările inițiale și finale ale sistemului, nu și de calea pe care a avut loc procesul. Prin urmare, modificarea entropiei și a energiei interne într-un proces real pot fi calculate destul de ușor prin analizarea unui proces reversibil care conectează stările reale inițiale și finale ale sistemului. În plus, reversibilitatea definește condiția termodinamică pentru echilibrul chimic. 

## Descriere
Procesele termodinamice pot fi efectuate reversibil sau ireversibil. Un proces termodinamic ideal reversibil este lipsit de pierderi disipative și, prin urmare, mărimea lucrului mecanic efectuat de sau asupra sistemului ar fi maximă. Totuși, conversia incompletă a căldurii în lucru mecanic într-un proces ciclic se aplică atât ciclurilor ireversibile, cât și celor reversibile. Dependența lucrului mecanic de calea procesului termodinamic nu are nicio legătură cu reversibilitatea, deoarece lucrul mecanic de destindere, care poate fi vizualizat pe o diagramă indicată ca aria de sub curba de echilibru, este diferită pentru diferite procese de destindere reversibile (de exemplu, întâi adiabatic și apoi izotermic în comparație cu întâi izotermic și apoi adiabatic) care se desfășoară între aceleași stări inițiale și finale.

## Ireversibilitate
Într-un proces ireversibil, se fac modificări finite, prin urmare sistemul nu este în echilibru pe tot parcursul procesului. Într-un proces ciclic, diferența dintre lucrul mecanic reversibil, {\displaystyle W_{\mathsf {rev}},} și lucrul mecanic efectiv, {\displaystyle W_{\mathsf {ef}},} este:
{\displaystyle \;I=W_{\mathsf {rev}}-W_{\mathsf {ef}}~.}

## Suprafețe de control și stări
Procesele reversibile simple schimbă starea unui sistem în așa fel încât variația netă a entropiei combinate a sistemului și a împrejurimilor acestuia este zero. (Entropia sistemului însuși se conservă numai în procesele reversibile adiabatice.) Totuși, ciclul Carnot demonstrează că într-un proces reversibil starea mediului înconjurător se poate schimba pe măsură ce sistemul revine la starea sa inițială. Procesele reversibile definesc limitele randamentului, respectiv a eficienței mașinilor termice: un proces reversibil este unul în care mașina are randament/eficiență maximă.

Proces adiabatic reversibil: starea din stânga poate fi atinsă din starea din dreapta, precum și invers, fără a face schimb de căldură cu mediul

În unele cazuri poate fi important să se facă distincția între procesele reversibile și procesele cvasistatice. Procesele reversibile sunt întotdeauna cvasistatice, dar inversul nu este întotdeauna adevărat. De exemplu, o comprimare infinitezimală a unui gaz într-un cilindru unde există frecare între piston și cilindru este un proces cvasistatic, dar ireversibil. Deși sistemul a fost scos din starea sa de echilibru doar cu o cantitate infinitezimală, din cauza frecării energia a fost transformată ireversibil în căldură reziduală, și nu poate fi recuperată prin simpla mișcare a pistonului în direcția opusă cu aceeași deplasare infinitezimală. Practic, dacă scopul este producerea lucrului mecanic, căldura generată prin frecare este considerată pierdere (lucrul mecanic de frecare diminuează lucrul mecanic util).